# Нельсон, Джордж Драйвер
Джордж Дра́йвер «Пинки» Не́льсон (англ. George Driver «Pinky» Nelson; род. 1950) — астронавт НАСА. Совершил три космических полёта в качестве специалиста полёта на шаттлах: STS-41C (1984) — «Челленджер» (совершил два выхода в открытый космос), а также STS-61C (1986) — «Колумбия» и STS-26 (1988) — «Дискавери», астроном.

## Рождение и образование
Родился 13 июля 1950 года в городе Чарлз-Сити, штат Айова, но своим родным городом считает Уиллмар в штате Миннесоте, где в 1968 году окончил среднюю школу. В 1972 году окончил Колледж Харви Мадда и получил степень бакалавра наук по физике. В 1974 году в Вашингтонском университете получил степень магистра по астрономии, а в 1978 году защитил диссертацию и получил степень доктора астрономических наук.

## ДоНАСА
Проводил астроносмические исследования в Солнечной обсерватории на пике Сакраменто в Санпорте, штат Нью-Мексико. Работал в Астрономическом институте в Утрехте в Нидерландах и в Обсерватории Университета Готтингена в Германии. Вернувшись в США работал в Объединённом институте лабораторной астрофизики в городе Боулдер, штат Колорадо.

## Космическая подготовка
16 января 1978 года зачислен в отряд астронавтов НАСА во время 8-го набора. Интересный факт — жена Нельсона, Сьюзи, узнав о том, что супруг собирается на собеседование в НАСА, только посмеялась: его сильно укачивало в транспорте. 
Прошёл курс Общекосмической подготовки (ОКП) и в августе 1979 года был зачислен в Отдел астронавтов в качестве специалиста полёта.
Работал оператором научного оборудования на самолёте для исследования природных ресурсов Земли WB 57-F. Принимал участие в разработке скафандра для внекорабельной деятельности. Во время проведения полёта STS-1 выполнял обязанности фотографа в самолёте сопровождения. Работал оператором связи с экипажем во время полётов STS-3 и STS-4. Руководил группой планирования полётов.

## Космические полёты
- Первый полёт — STS-41C[3], шаттл «Челленджер». C 6 по 13 апреля 1984 года в качестве специалиста полёта. Во время полёта выполнил два выхода в открытый космос: 08.04.1984 — продолжительностью 3 часа 48 минут и 11.04.1984 — продолжительностью 7 часов 18 минут. Продолжительность полёта составила 6 суток 23 часа 41 минуту[4].
- Второй полёт — STS-61C[5], шаттл «Колумбия». C 12 по 18 января 1986 года в качестве специалиста полёта. Продолжительность полёта составила 6 суток 2 часа 5 минут[6].
- Третий полёт — STS-26[7], шаттл «Дискавери». C 29 сентября по 3 октября 1988 года в качестве специалиста полёта. Продолжительность полёта составила 4 суток 1 час 1 минуту[8].

Общая продолжительность внекорабельной деятельности — 11 часов 6 минут. Общая продолжительность полётов в космос — 17 суток 2 часа 47 минут. Ушёл из отряда астронавтов 30 июня 1989 года.

## После полёта
После ухода из отряда астронавтов NASA в 1989, работал помощником ректора и профессором астрономии в Вашингтонском университете в Беллингхэм. Он — также научный руководитель «Северных Каскадов» и «Олимпийского Научного Товарищества», распределяет гранты (по математике и другим наукам) от «Национального научного фонда». Пинки также преподавал астрономию на борту плавучего университета Semester at Sea в осеннем семестре 2013 года.

## Награды
Награждён: Медаль «За космический полёт», Диплом имени В. М. Комарова Международной авиационной федерации, его имя внесено в Зал славы астронавтов.

## Семья
Жена — Сьюзи Нельсон, дочери: Эмми Тесс (род. 25.04.1972) и Марти Энн (род. 27.02.1975). Увлечения: гольф, плавание, бег, чтение и особенно музыка - Пинки профессионально играет на гитаре.